# Avia Solutions Group
Avia Solutions Group est une multinationale d'aéronautique, qui siège à Dublin (Irlande). Elle emploie la majorité de ses employés à Vilnius (Lituanie).

## Histoire

### Contexte
En 2005, Lituanien Airlines, la compagnie aérienne nationale de Lituanie, a été privatisée. LAL Investment Management a acquis 100 % des actions de la compagnie aérienne pour 7,53 millions d'euros. La compagnie aérienne a été rebaptisée et plusieurs sociétés ont été créées, notamment Baltic Ground Services (assistance au sol), FL Technics (entretien, réparation et exploitation de l'aviation) et Bilietų Pardavimo Centras (agence de voyages). En 2005, FL Technics a été fondée[source secondaire souhaitée]. L'entreprise a ouvert son premier hangar à l'aéroport international de Vilnius. En novembre 2006, la Baltic Aviation Academy (maintenant connue sous le nom de BAA Training) a été fondée.[source secondaire souhaitée]. En 2007, JetMS a été fondée sous le nom de FL Technics Jets[source secondaire souhaitée]. En 2007, Aviation Asset Management a été fondée (maintenant connue sous le nom d'AviaAM Leasing). En 2008, une compagnie aérienne charter appelée Small Planet Airlines a été fondée[source secondaire souhaitée].

### Création
En 2008, FlyLAL a déposé une plainte contre le transporteur letton AirBaltic, accusant la compagnie aérienne de dumping de prix. En 2009, FlyLal a été contraint de déclarer faillite avec environ 29 millions d'euros de dettes après que le gouvernement ait refusé de renflouer l'entreprise et qu'un éventuel accord de rachat ait échoué. En 2014, la Cour de justice de l'Union européenne a autorisé l'arrestation des biens d'airBaltic et de l'aéroport international de Riga afin d'assurer la procédure principale, en cherchant à obtenir réparation pour les dommages résultant d'infractions présumées au droit de la concurrence de l'Union européenne dans le cadre du procès FlyLAL contre airBaltic pour dumping de prix.